# Saison 1 de Mystérieusement vôtre, signé Scoubidou

Cet article présente le guide de la saison 1 de la série télévisée d'animation Mystérieusement vôtre, signé Scoubidou (The All-New Scooby and Scrappy-Doo Show).

## Épisodes

### Épisode 1:Au temps des vikings
- Titre original : Scooby the Barbarian
- Titre français :Au temps des vikings
- Numéro(s) : 1 (1.1)
- Scénariste(s) :
- Réalisateur(s) :
- Diffusion(s) : 
  -  États-Unis : 10 septembre 1983
- Invité(es) :
- Résumé : Les enfants sont en Norvège pour savoir ce qui s'est passé au professeur Buzby, l'archéologue, qui étudiait les anciennes ruines vikings. Il semble que certains vikings reviennent et lui enlevé, mais Daphné et Scrappy sont enlevés.Sammy et Scooby vont pour les sauver.

### Épisode 2:Requins à l'horizon
- Titre original : No Sharking Zone
- Titre français : Requins à l'horizon
- Numéro(s) : 2 (1.2)
- Scénariste(s) :
- Réalisateur(s) :
- Diffusion(s) : 
  -  États-Unis : 10 septembre 1983
- Invité(es) :
- Résumé : Les enfants se dirigent vers l'île de Scare Ruba, pour voir Prince-Ruba, et prendre des photos de la fête de surf et surfer légendaire Cowabunga Carlyle. Mais alors là, ils entendent du trésor perdu de Scareruba et le grand requin blanc et d'algues monstre qui protège elle.

### Épisode 3:La Maison hantée
- Titre original : Scoobygeist
- Titre français :  La Maison hantée
- Numéro(s) : 3 (1.3)
- Scénariste(s) :
- Réalisateur(s) :
- Diffusion(s) : 
  -  États-Unis : 10 septembre 1983
- Invité(es) :
- Résumé : Daphné verrouille tout le monde dans une vieille maison pour la nuit pour prouver qu'il n'est pas hanté. Mais quand elle découvre un journal intime, tout ce qu'elle écrit est vrai pour Sammy et Scooby, y compris les fantômes!

### Épisode 4:Le Cimetière indien
- Titre original : The Quakmire Quake Caper
- Titre français : Le Cimetière indien
- Numéro(s) : 4 (1.4)
- Scénariste(s) :
- Réalisateur(s) :
- Diffusion(s) : 
  -  États-Unis : 10 septembre 1983
- Invité(es) :
- Résumé : Daphné et les gars avec «l'aide» de Dr.Grumper, le sociologue, essayez de résoudre le mystère des étranges séismes qui se produisent sur la terre indienne, et le monstre gluant qui cherche à effrayer tout le monde.

### Épisode 5: Le chien des Barkervilles
- Titre original : The Hound of the Scoobyvilles
- Titre français :
- Numéro(s) : 5 (1.5)
- Scénariste(s) :
- Réalisateur(s) :
- Diffusion(s) : 
  -  États-Unis : 17 septembre 1983
- Invité(es) :
- Résumé : Les enfants sont dirigés vers Barkerville Hall, en Écosse, pour comprendre ce qui se passe à les brebis Barkervilles. A la malédiction qui se réalise, a le chien des Barkervilles venir, et il est Scooby, comme tous les gens de la ville croient.

### Épisode 6: Scooby-Doo et le Dinosaure
- Titre original : The Dinosaur Deception
- Titre français :
- Numéro(s) : 6 (1.6)
- Scénariste(s) :
- Réalisateur(s) :
- Diffusion(s) : 
  -  États-Unis : 17 septembre 1983
- Invité(es) :
- Résumé : Le gang va rendre visite à Dr.LaRue, un archéologue, à San Pablo, au Mexique, qui ont fouillé le dinosaure qui est venu à la vie.

### Épisode 7:La Créature du laboratoire
- Titre original : The Creature from the Chem Lab
- Titre français : La Créature du laboratoire
- Numéro(s) : 7 (1.7)
- Scénariste(s) :
- Réalisateur(s) :
- Diffusion(s) : 
  -  États-Unis : 17 septembre 1983
- Invité(es) :
- Résumé :

### Épisode 8:Félins en danger
- Titre original : No Thanks Masked Manx
- Titre français :  Félins en danger
- Numéro(s) : 8 (1.8)
- Scénariste(s) :
- Réalisateur(s) :
- Diffusion(s) : Le gang va à Blake Manor pour des vacances, et y arrive à temps pour la fête costumée, où Mr.Blake sera une vente aux enchères d'un timbre de valeur de plusieurs millions. Mais il y a un chat voleur, le Masked Manx, sur le lâche, qui laisse un as de pique à la place de chaque article volé. Les enfants peuvent l'arrêter et sauver le timbre ? 
  -  États-Unis : 17 septembre 1983
- Invité(es) :
- Résumé :

### Épisode 9: Scooby de la jungle
- Titre original : Scooby of the Jungle
- Titre français :
- Numéro(s) : 9 (1.9)
- Scénariste(s) :
- Réalisateur(s) :
- Diffusion(s) : 
  -  États-Unis : 24 septembre 1983
- Invité(es) :
- Résumé : Les enfants se dirigent vers le gibier dans la jungle africaine, d'interviewer Mr.Rasheed et voir ce qui est derrière les disparitions des animaux de la jungle. Avec l'aide de phrase animale livre de Scooby, les enfants apprennent que certains animaux sont mis en transe après avoir entendu un étrange coup de sifflet.

### Épisode 10:Scooby-Doo et les Cyclopes
- Titre original : Scooby-Doo and Cyclops, Too
- Titre français :  Scooby-Doo et les Cyclopes
- Numéro(s) : 10 (1.10)
- Scénariste(s) :
- Réalisateur(s) :
- Diffusion(s) : 
  -  États-Unis : 24 septembre 1983
- Invité(es) :
- Résumé : Le gang est sur le chemin de Paradise Island pour les vacances, et s'arrêter à la station de gaz de Barney pour la nourriture. Tandis que là, Barney leur dit comment les gens qui ont séjourné sur l'île ont disparu et d'autres ont été transformés en zombies.

### Épisode 11:Voyage en Australie
- Titre original : Scooby-Roo
- Titre français : Voyage en Australie
- Numéro(s) : 11 (1.11)
- Scénariste(s) :
- Réalisateur(s) :
- Diffusion(s) : 
  -  États-Unis : 1er octobre 1983
- Invité(es) :
- Résumé :

### Épisode 12:La médaille d'or de Scooby
- Titre original : Scooby's Gold Medal Gambit
- Titre français : La médaille d'or de Scooby
- Numéro(s) : 12 (1.12)
- Scénariste(s) :
- Réalisateur(s) :
- Diffusion(s) : 
  -  États-Unis : 1er octobre 1983
- Invité(es) :
- Résumé :

### Épisode 13: Titre français inconnu
- Au jeu des sorciers : Wizards and Warlocks
- Titre français :
- Numéro(s) : 13 (1.13)
- Scénariste(s) :
- Réalisateur(s) :
- Diffusion(s) : 
  -  États-Unis : 8 octobre 1983
- Invité(es) :
- Résumé :

### Épisode 14:Une télé hantée
- Titre original : Scoobsie
- Titre français :  Une télé hantée
- Numéro(s) : 14 (1.14)
- Scénariste(s) :
- Réalisateur(s) :
- Diffusion(s) : 
  -  États-Unis : 8 octobre 1983
- Invité(es) :
- Résumé :

### Épisode 15: La marque de Scooby
- Titre original : The Mark of Scooby
- Titre français :
- Numéro(s) : 15 (1.15)
- Scénariste(s) :
- Réalisateur(s) :
- Diffusion(s) : 
  -  États-Unis : 15 octobre 1983
- Invité(es) :
- Résumé :

### Épisode 16: Titre français inconnu
- Titre original : Crazy Carnival Caper
- Titre français :
- Numéro(s) : 16 (1.16)
- Scénariste(s) :
- Réalisateur(s) :
- Diffusion(s) : 
  -  États-Unis : 15 octobre 1983
- Invité(es) :
- Résumé :

### Épisode 17: Titre français inconnu
- Titre original : Scooby and the Minotaur
- Titre français :
- Numéro(s) : 17 (1.17)
- Scénariste(s) :
- Réalisateur(s) :
- Diffusion(s) : 
  -  États-Unis : 29 octobre 1983
- Invité(es) :
- Résumé :

### Épisode 18:Le fantôme du stade
- Titre original : Scooby Pinch Hits
- Titre français : Le fantôme du stade
- Numéro(s) : 18 (1.18)
- Scénariste(s) :
- Réalisateur(s) :
- Diffusion(s) : 
  -  États-Unis : 29 octobre 1983
- Invité(es) :
- Résumé :

### Épisode 19: Chien d'automne
- Titre original : The Fall Dog
- Titre français :
- Numéro(s) : 19 (1.19)
- Scénariste(s) :
- Réalisateur(s) :
- Diffusion(s) : 
  -  États-Unis : 5 novembre 1983
- Invité(es) :
- Résumé :

### Épisode 20: La coupe de Scooby
- Titre original : The Scooby Coupe
- Titre français :
- Numéro(s) : 20 (1.20)
- Scénariste(s) :
- Réalisateur(s) :
- Diffusion(s) : 
  -  États-Unis : 5 novembre 1983
- Invité(es) :
- Résumé :

### Épisode 21: Aujourd'hui le retour de Frankenstein
- Titre original : Who's Minding the Monster?
- Titre français :
- Numéro(s) : 21 (1.21)
- Scénariste(s) :
- Réalisateur(s) :
- Diffusion(s) : 
  -  États-Unis : 26 novembre 1983
- Invité(es) :
- Résumé :

### Épisode 22: Scooby à la mode de Paris
- Titre original : Scooby a La Mode
- Titre français :
- Numéro(s) : 22 (1.22)
- Scénariste(s) :
- Réalisateur(s) :
- Diffusion(s) : 
  -  États-Unis : 26 novembre 1983
- Invité(es) :
- Résumé :

### Épisode 23:Le Mystère de l'Orient Express,1repartie
- Titre original : Where's Scooby Doo? Part 1
- Titre français :  Le Mystère de l'Orient Express, 1re partie
- Numéro(s) : 23 (1.23)
- Scénariste(s) :
- Réalisateur(s) :
- Diffusion(s) : 
  -  États-Unis : 3 décembre 1983
- Invité(es) :
- Résumé :

### Épisode 24:Le Mystère de l'Orient Express,2epartie
- Titre original : Where's Scooby-Doo? Part 2
- Titre français :  Scooby-Doo, où es-tu? 2e partie
- Numéro(s) : 24 (1.24)
- Scénariste(s) :
- Réalisateur(s) :
- Diffusion(s) : 
  -  États-Unis : 3 décembre 1983
- Invité(es) :
- Résumé :

### Épisode 25: Un mariage fantômatique, 1ère partie
- Titre original : Wedding Bell Boos, Part 1
- Titre français :
- Numéro(s) : 25 (1.25)
- Scénariste(s) :
- Réalisateur(s) :
- Diffusion(s) : 
  -  États-Unis : 10 décembre 1983
- Invité(es) :
- Résumé : Le Scoobygang se rend à Plymouth dans le Massachusetts pour assister au mariage de la sœur de Samy, Maggie, qui épouse Wilfred. Le fantôme d'un parent disparu depuis fort longtemps.

### Épisode 26: Un mariage fantômatique, 2ème partie
- Titre original : Wedding Bell Boos, Part 2
- Titre français :
- Numéro(s) : 26 (1.26)
- Scénariste(s) :
- Réalisateur(s) :
- Diffusion(s) : 
  -  États-Unis : 10 décembre 1983
- Invité(es) :
- Résumé : McBaggy Rogers, fait irruption et annonce qu'il cache la carte d'un trésor de famille... Dans cet épisode apparaît le cousin clown de Scooby, Whoopsie-Doo, ainsi que ses parents.